# تمیاکوو
تمیاکوو (انگلیسی: Temyakovo) یک شهرک در شهرستان شارانسکی استان باشقیرستان کشور روسیه است.